# IC 310
IC 310 ist eine linsenförmige Radiogalaxie vom Hubble-Typ S0 im Sternbild Perseus am Nordsternhimmel. Sie ist schätzungsweise 258 Millionen Lichtjahre von der Milchstraße entfernt, hat einen Durchmesser von etwa 85.000 Lichtjahren und gilt als Mitglied des Perseus-Haufens Abell 426.
Im selben Himmelsareal befinden sich u. a. die Galaxien NGC 1250, NGC 1259, NGC 1260, IC 308.
Das Objekt wurde am 3. November 1888 vom US-amerikanischen Astronomen Edward D. Swift entdeckt.